# Халилов, Гюльабба Агаширин оглы
Гюльабба Агаширин оглы Халилов (в некоторых источниках Ширин оглы, азерб. Gülabba Ağaşirin oğlu Xəlilov; 5 декабря 1910, Джеватский уезд — 29 декабря 1982, Сабирабадский район) — советский азербайджанский хлопковод, Герой Социалистического Труда (1982).

## Биография
Родился 5 декабря 1910 года в семье крестьянина в селе Хашимханлы Джеватского уезда Бакинской губернии.
Участник Великой Отечественной войны. На фронте с 1943 года, в этом же году демобилизован.
С 1931 года — ревизор Али-Байрамлинского районного финансового отдела, в 1944—1955 годах — заведующий сберкассой, ревизор, секретарь райисполкома, агроном машинно-тракторной станции. С 1955 года — председатель колхоза имени Жданова Сабирабадского района Азербайджанской ССР.
Гюльабба Халилов проявил себя на работе опытным и умелым руководителем, требовательным к себе и окружающим. За время руководства Халилова колхоз стал одним из самых передовых хозяйств республики, с 1969 года колхозники хозяйства 12 лет подряд били свои рекорды по производству сельскохозяйственной продукции. Хозяйство стало регулярно побеждать во многочисленных соревнованиях в республике и всем Советском Союзе, награждалось переходящими Красными знамёнами, удостаивалось медалей на выставках. В 1981 году, первом году одиннадцатой пятилетки, колхоз достиг высоких показателей во многих отраслях: план по продаже государству зерна был выполнен на 128,6 процентов, план по продаже хлопка — на 167,1 процентов, по продаже молока — на 128,1 процентов; колхозники добились урожайности хлопка в 44,7 центнеров с гектара, урожайности зерновых культур в 45,4 центнеров с гектара; себестоимость продаваемой государству сельскохозяйственной продукции заметно снизилась, а рентабельность достигла 80 процентов. Колхозная касса имела бюджет в 10 миллионов советских рублей. Заметно улучшилось и благосостояние работников колхоза: средняя месячная заработная плата по колхозу достигла отметки в 210 рублей, в селе Владимировка построены школа, детский сад, сельский дом культуры, здание колхоза и многие другие здания.
Указом Президиума Верховного Совета СССР от 10 марта 1982 года за достижение высоких результатов и трудовой героизм, проявленный в выполнении планов и социалистических обязательств по производства и продажи государству хлопка, винограда, овощей и других сельскохозяйственных продуктов в 1981 году Халилову Гюльаббе Агаширин оглы присвоено звание Героя Социалистического Труда с вручением ордена Ленина и золотой медали «Серп и Молот».
Активно участвовал в общественно-политической жизни республики. Член КПСС с 1945 года. Депутат Верховного Совета Азербайджанской ССР 9-го и 10-го созыва. В Верховный Совет 9 созыва избран от Шихсалахлинского избирательного округа № 313 Азербайджанской ССР; член Комиссии по народному образованию и науке. Делегат XXX съезда КП Азербайджана и 3-го Всесоюзного съезда колхозников.
Проживал в селе Владимировка Сабирабадского района, где и скончался 29 декабря 1982 года.

## Комментарии
1. ↑  Ныне — в Сабирабадском районе Азербайджана.